# Joseph Plaskett
Joseph « Joe » Plaskett né le 12 juillet 1918 et mort le 21 septembre 2014 est un peintre canadien. Il étudie avec de nombreux peintres canadiens éminents comme Alexander Young Jackson, Jack Shadbolt, Lawren Harris et Jock Macdonald. Plaskett est l'élève de Hans Hofmann à New York et à Provincetown en 1947 et 1948.

## Biographie
Plaskett est né à New Westminster, en Colombie-Britannique, en 1918. En 1950, il arrive à Paris où il étudie avec Fernand Léger et Jean Lombard, l'eau-forte et la gravure avec Stanley William Hayter. Il enseigne par intermittence au Canada jusqu'en 1957. Il s'installe à Paris, où son atelier devient un salon informel pour les peintres, écrivains, poètes et cinéastes canadiens, en liaison avec des artistes d'autres pays.
Au printemps 2001, il reçoit l'Ordre du Canada pour son excellence dans le domaine des arts visuels. Il est nommé membre de l'Académie royale des arts du Canada.
Durant les années 1940, il présente plus de 65 expositions individuelles et collectives, avec des œuvres dans de grandes collections publiques et privées, y compris le Musée des beaux-arts du Canada
Plaskett étudie l'art à Banff, à San Francisco, à New York, à Londres et à Paris. Il a vécu à Paris de 1951 et peu de temps avant sa mort, il s'installe dans le Suffolk, en Angleterre. Ses sujets de prédilections sont les expressions intimes de la vie quotidienne : intérieurs, natures mortes, portraits d'amis et de modèles.
En 2004, il crée la Fondation Joe Plaskett, qui attribue chaque année un prix à un artiste canadien pour lui permettre de voyager en Europe, de se développer et d’étudier. Plaskett déclare: « J'ai créé ce prix sur le modèle de ce qu'Emily Carr a fait pour moi en 1946. J'aimerais que les jeunes artistes canadiens bénéficient des privilèges que j'ai connu il y a plus d'un demi-siècle. L'Europe et surtout la France m'ont laissé plus riche en connaissances et en expériences. Bien que les choses aient beaucoup changé depuis que j'ai voyagé et étudié à l'étranger pour la première fois, la leçon de l'Europe et de son passé attend toujours ceux qui sont prêts à apprendre ». Le prix Joseph Plaskett (souvent appelé simplement The Plaskett) a pour objectif de « soutenir un étudiant canadien ou un diplômé canadien exceptionnel dans les domaines de la peinture, des voyages, de la création artistique ou des études en Europe pendant un an. »
À l'occasion du 90e anniversaire de Plaskett en 2008, une exposition itinérante s'est déroulée à Montréal, Ottawa, Toronto et Vancouver.
Plaskett a continué à peindre quotidiennement jusqu'à sa mort le 21 septembre 2014 à l'âge de 96 ans.

## Musées et collections publiques
- Agnes Etherington Art Centre (en)
- Art Gallery of Alberta
- Art Gallery of Hamilton
- Art Gallery of Nova Scotia
- Bibliothèque et Archives Canada
- Carleton University Art Gallery
- Confederation Centre Art Gallery & Museum
- Galerie d'art Beaverbrook
- Galerie Leonard & Bina Ellen, Université Concordia
- Glenbow Museum
- Galerie d'art Mendel
- Musée Bruck
- Musée des beaux-arts de Montréal
- Musée des beaux-arts du Canada
- Musée national des beaux-arts du Québec[6]
- Museum London[7]
- Surrey Art Gallery
- The Robert McLaughlin Gallery
- Whyte Museum of the Canadian Rockies
- Winnipeg Art Gallery